# Zona temporalmente autónoma

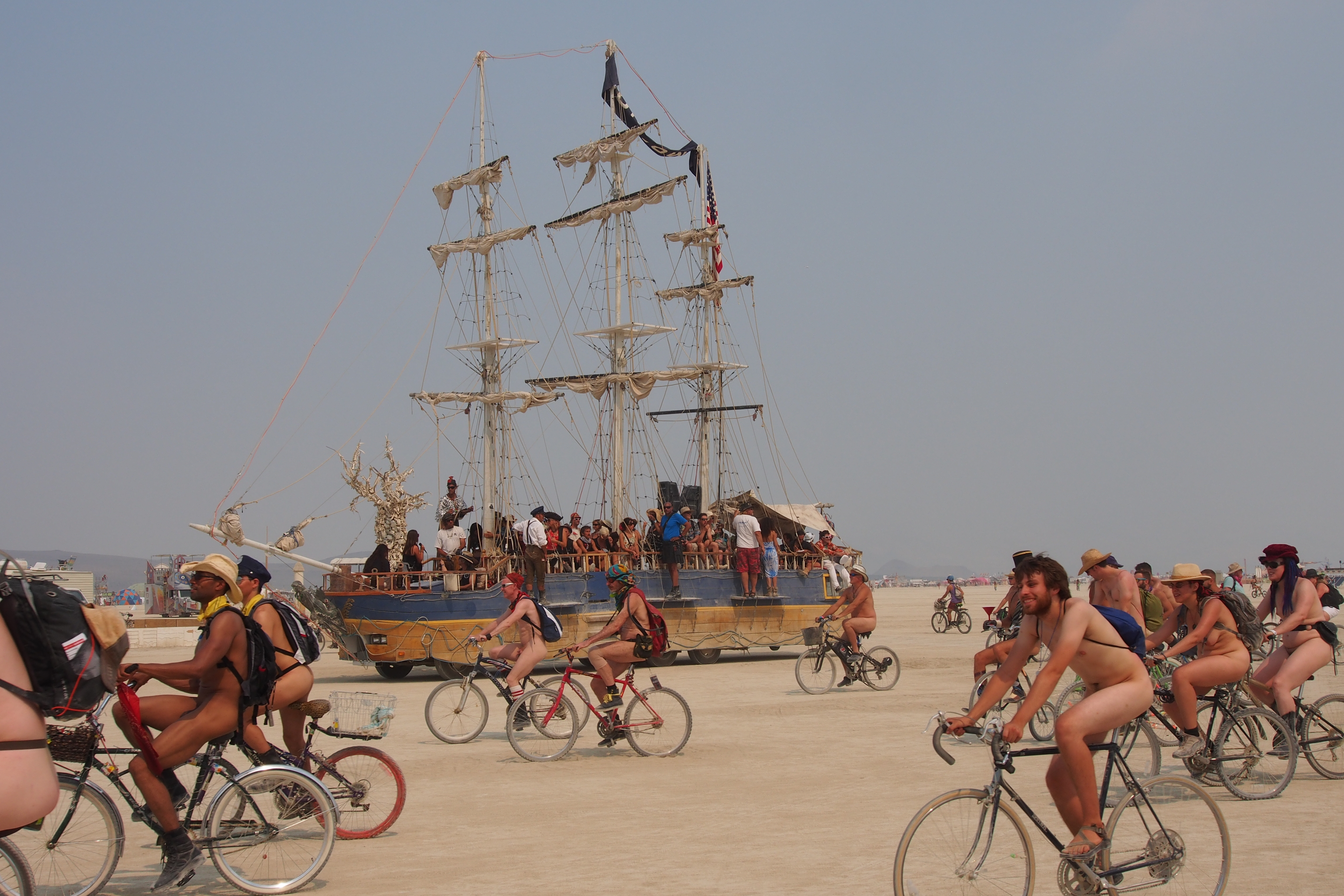
Evento Burning Man (Estados Unidos), ejemplo de zona temporalmente autónoma.

Zona temporalmente autónoma, en su original en inglés Temporary Autonomous Zone (las siglas TAZ son las que comúnmente la identifican), es un ensayo escrito por Hakim Bey y publicado en 1991 que describe la táctica sociopolítica de crear espacios temporales que eluden las estructuras formales de control social.
La obra usa ejemplos históricos y filosóficos, los que intentan conducir al lector a la conclusión de que la mejor manera de crear un sistema de relaciones sociales antiestatistas es concentrarse en el presente y liberar la propia mente de los mecanismos que han sido impuestos sobre ella. El ensayo es un referente de la anarquía postizquierda, del movimiento hacker y también de buena parte de la cultura tecno-rave y cyberpunk.

## Concepto
Para la formación de una TAZ, Bey argumenta que la información se convierte en una herramienta clave para escabullirse entre las grietas de los procedimientos convencionales. Un nuevo territorio-tiempo es creado en la línea limítrofe de regiones establecidas y cualquier intento de una permanencia prolongada que deseche o ignore el tiempo presente degenera en un sistema demasiado estructurado y rígido que inevitablemente ahoga la creatividad individual. Es en las oportunidades de creatividad en que está el empoderamiento genuino, considerando que de cierto modo esta liberación tiene un espíritu festivo. 
Según Hakim Bey, la teoría de la Zona temporalmente autónoma es una teoría que se ocupa de situaciones existentes o emergentes y no de la utopía, puesto que afirma que la zonas temporalmente autónomas no son algo que "será" o "deberá" suceder sino algo que de hecho está sucediendo. Siendo que la zona autónoma básicamente es un tiempo y espacio de autoorganización social, también considera el hecho de que no todas las zonas autónomas son temporales, incluyendo la existencia de zonas permanentes cuya trayectoria natural sería más estable y que sería a la vez un nodo de concurrencia de las zonas temporales. En un conocido pequeño artículo llamado Zona Autónoma Permanente completa la idea, partiendo de los mismos criterios de su ensayo sobre la teoría de la TAZ.
Por otra parte, Hakim Bey hace especial hincapié en una necesaria invisibilidad de las Zonas Autónomas (tanto las temporales como las periódicas y las permanentes) para evitar ser objeto de atención mediática o estatal. Por tanto, aconseja que se desarrollen tácticas de discreción y evitación total de los medios de masas. Esto está relacionado con el espíritu que defiende Bey de libertad de la vida cotidiana y no libertad como espectáculo (refiriéndose a la publicación propagandística que hacen algunos grupos de la libertad). Concretamente, afirma:

Humildes sugerencias: usar sólo “medios íntimos” (zines, ruedas de teléfonos, BBSs, radio libre y mini-FM, TV de cable de acceso público, etc.) y evitar actitudes confrontacionistas de macho fanfarrón –no necesitáis cinco segundos en el Telediario (”Policía asalta secta”) para dar sentido a vuestra existencia-. Nuestro eslogan podría ser: “Búscate la vida, no un estilo de vida”.
Zonas Autónomas Permanentes, Hakim Bey

En resumen, las zonas autónomas temporales (y en extensión las permanentes) son espacios de relación social no mediada por la coerción, históricamente nacidas de la revuelta, la fiesta identitaria o el exilio más allá de los territorios asumidos por los Estados.

## Secciones del ensayo
El contenido del escrito está dividido en las siguientes secciones: Utopías piratas, Esperando la revolución, La psicotopología de cada día, La red y la Web, Nos vamos a Croatan, La música como principio organizativo, La voluntad de poder desaparecer, Ratoneras en la Babilonia de la información.

## Influencia artística
El álbum "Transmutation (Mutuation Mutandis)" de 1992 de la banda Praxis incluye frases del ensayo político. En 1994 la disquera independiente Axiom produjo un CD con la aportación varias bandas que contó con la participación especial de Hakim Bey leyendo extractos de TAZ. También la banda Negativland usó frases de Bey en su canción "Dowloading" en su álbum "No Business".
El grupo granadino de rock Los Planetas tituló su noveno álbum en estudio, "Zona temporalmente autónoma" (El Ejército Rojo - El Volcán Música, 2017), con el nombre de este ensayo.